# Irène Zilahy
Pour l’article homonyme, voir Lajos Zilahy.
Dans le nom hongrois Zilahy Irén, le nom de famille précède le prénom, mais cet article utilise l’ordre habituel en français Irén Zilahy, où le prénom précède le nom.
Irène Zilahy, Irén Zilahy, ou encore Irène de Zilahy, est une actrice hongroise, née le 10 août 1904, à Kaposvár (Hongrie), morte le 4 avril 1944  à Budapest (Hongrie), lors d'un bombardement.

## Filmographie
- 1933 : Paprika de Jean de Limur : Ila
- 1935 : Quadrille d'amour de Richard Eichberg et Germain Fried : Irène
- 1935 : Tovaritch de Jacques Deval : la Grande duchesse Tatiana
- 1935 : Csardas de Jacob Fleck et Luise Fleck : Dolly
- 1937 : Úrilány szobát keres (Dame cherche chambre) de Béla Balogh : Dr Székely Klári
- 1939 : Prince Bouboule de Jacques Houssin : Princesse Sonia